# Spartacus (film)

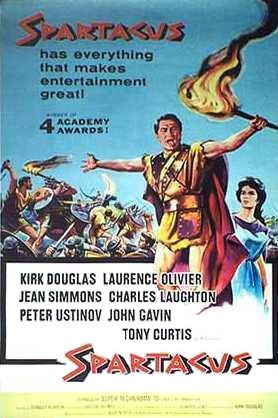
Afișul original al filmului

Spartacus este un film dramă/istoric din 1960 în regia lui Stanley Kubrick bazat pe romanul cu același nume al lui Howard Fast ce relatează viața lui Spartacus. Din distribuție fac parte Kirk Douglas în rolul sclavului rebel Spartacus și Laurence Olivier în rolul generalului și politicianului roman Marcus Licinius Crassus. În alte roluri apar Peter Ustinov, John Gavin, Jean Simmons, Charles Laughton, John Ireland, Herbert Lom, Woody Strode, Tony Curtis, John Dall și Charles McGraw.

## Distribuție
- Kirk Douglas - Spartacus
- Laurence Olivier - Crassus
- Jean Simmons - Varinia
- Charles Laughton - Gracchus
- Peter Ustinov - Batiatus
- Tony Curtis - Antoninus
- John Gavin - Julius Caesar
- John Dall - Marcus Glabrus (protejatul lui Crassus)
- Nina Foch - Helena Glabrus
- John Ireland - Crixus
- Herbert Lom - Tigranes Levantus (pirat)
- Charles McGraw - Marcellus (antrenor de gladiatori)
- Woody Strode - Draba